# Eois intacta
Eois intacta là một loài bướm đêm trong họ Geometridae.